# Shangri-la (Titán)

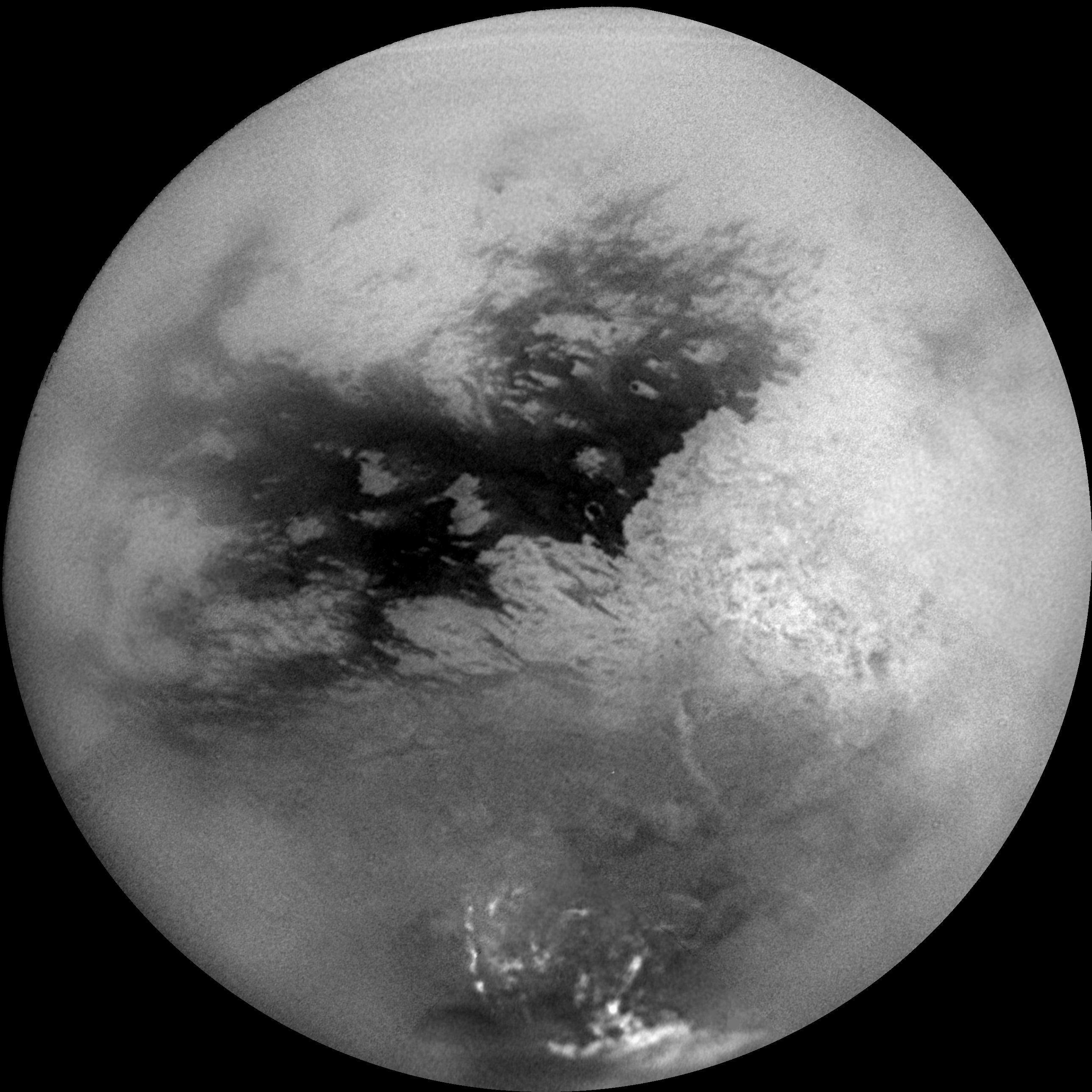
Shangri-La es la región oscura más extensa en el centro de esta imagen de Titán

Shangri-La es una extensa y oscura región de Titán, un satélite de Saturno. Su nombre hace referencia a Shangri-La, el paraíso mítico del Tíbet descrito en la novela de 1933 Horizontes perdidos. Se cree que se trata de una inmensa llanura de material oscuro. También se cree que estas regiones de Titán eran mares, pero que en la actualidad están secos.
Shangri-La está sembrada por "islas" brillantes de tierras elevadas. Está delimitada por las regiones más extensas de tierras elevadas: Xanadu al este, Adiri al oeste, y Dilmun al norte. La sonda Huygens aterrizó en 2005 en la parte más occidental de Shangri-La, cerca del límite con Adiri.